# Geolycosa fatifera
Geolycosa fatifera là một loài nhện trong họ Lycosidae.
Loài này thuộc chi Geolycosa. Geolycosa fatifera được Nicholas Marcellus Hentz miêu tả năm 1842.